# Ma (pel·lícula)
Ma és una pel·lícula estatunidenca de terror psicològic de 2019 dirigida per Tate Taylor i escrita per Scotty Landes. En ella apareixen Octavia Spencer, Juliette Lewis, Diana Silvers, Corey Fogelmanis i Luke Evans, i segueix la història d'un grup d'adolescents que es fan amics d'una dona de mitjana edat que els permet muntar festes al soterrani de sa casa. La pel·lícula va ser produïda per Jason Blum, a través de la seua companyia Blumhouse Productions, juntament amb Taylor i John Norris.

## Repartiment
- Octavia Spencer com a Sue Ann "Ma" Ellington
  - Kyanna Simone Simpson com a jove Sue Ann
- Diana Silvers com a Maggie Thompson
- Juliette Lewis com a Erica Thompson
  - Teagan Edsell com a jove Erica
- Luke Evans com a Ben Hawkins
  - Andrew Matthew Welch com a jove Ben
- Corey Fogelmanis com a Andy Hawkins
- McKaley Miller com a Haley, amiga de Maggie
- Gianni Paolo com a Chaz, amic de Maggie
- Dante Brown com a Darrell, amic de Maggie
- Missi Pyle com a Mercedes, nòvia de Ben
  - Nicole Carpenter com a jove Mercedes
- Tanyell Waivers com a Genie Ellington
- Allison Janney com la Dr. Brooks, la cap de Sue Ann
- Dominic Burgess com a Stu, companya de feina d'Erica
- Heather Marie Pate com a Ashley
- Tate Taylor com l'Agent Grainger
- Victor Turpin com a Pietro Kramer
- Margaret Fegan com a Stephanie